# Conesa (álbum)
Conesa es el nombre del segundo álbum de estudio del dúo argentino Pedro y Pablo, lanzado en el año 1972 por el sello Trova. 
En el año 2013, la revista Rolling Stone de Argentina lo ubicó en el puesto 39.º de su lista de los 100 mejores álbumes del rock argentino.

## Historia
Lleva por nombre la calle de la casona del barrio de Belgrano (Conesa 2563) donde vivían por aquel entonces Miguel Cantilo y Jorge Durietz junto a exmiembros de la recién disuelta banda La Cofradía de la Flor Solar, tras quedar sin lugar a donde ir por los allanamientos policiales a la casa que alquilaban en La Plata y en consecuencia, la rescisión del alquiler por parte de los dueños.
De hecho los ex cófrades Kubero Díaz, Quique Gornatti, Nestor Paul y Rubén Lezcano participan como banda de soporte para la grabación de este álbum, junto a Roque Narvaja que venía de dejar el efímero proyecto con el Trío Comunión de 1971.
Roque Narvaja participa activamente junto a Miguel y Jorge cantando y haciendo coros en la mayoría de los temas y aportando también guitarra acústica y flauta. Gentileza que Pedro y Pablo le devolverán apenas meses después al participar en el primer LP solista de Narvaja Octubre (mes de cambios) (Trova XT-80042) grabado también en 1972 y editado por el mismo sello grabador que editó Conesa.
El álbum presenta temas ya clásicos del dúo como ser "Padre Francisco", "Blues del Éxodo" (compuesto por el efímero grupo "Bola de Destrucción" integrada por Gornatti, "Pappo" Napolitano, Nestor Paul y Rubén Lezcano), y una versión de la antes censurada "Catalina Bahía" distinta de la grabada para el sello CBS, con Cantilo y Durietz junto a Roque Narvaja en guitarras acústicas.
Miguel Cantilo recuerda lo siguiente respecto de la casona de Conesa 2563:

Cantilo: "Conesa fue una casa de barrio que alquilamos y donde armamos una gran sala de ensayo. Una casa donde vivíamos, músicos, artesanos... Al principio fue mi casa, la casa de Pedro y Pablo, y después poco a poco se fue abriendo a otros músicos que convivían con nosotros, se sumó la gente de La Cofradía De La Flor Solar que venían de La Plata y nos enseñaron un poco toda esa historia de vivir en comunidad, compartir gastos, rotar actividades. Nos enseñaron como se podía hacer para vivir un grupo de gente ordenadamente con una especie de mística y conducta grupal que era también influencia de lo que estaba pasando en el mundo".

- Pregunta: ¿Alguna vez volviste a la casa de Conesa?.

Cantilo: "Sí, siempre que puedo paso, pero ya la tiraron abajo e hicieron un edificio. Lo único que se mantiene tal cual es lo realmente vivo, que son los árboles. Todo lo demás, que era cemento, cambió".

Posteriormente el dúo se separaría momentáneamente y Jorge Durietz formaría Melimelum cuyo anticipo de lo que sería su sonido puede escucharse en "El Alba del Estío".

## Lista de canciones
* Todos los temas letra y música Miguel Cantilo, excepto: 2: Quique Gornatti/Nestor Paul/Pappo/Miguel Cantilo, 3: Kubero Díaz/Miguel Cantilo, 5, 9: Jorge Durietz.
1. Padre Francisco
2. Blues del Éxodo
3. Canción del Ser
4. El Barco Pálido
5. Instrucciones
6. El Bolsón de los Cerros
7. Apremios Ilegales
8. Catalina Bahía
9. El Alba del Estío

## Músicos
- Miguel Cantilo: guitarra acústica y voz.
- Jorge Durietz: guitarra acústica y voz.
- Roque Narvaja: voz, coros, guitarra acústica y flauta.
- Kubero Díaz: guitarra eléctrica, piano y coros.
- Quique Gornatti: bajo, guitarras y guitarra slide.
- Nestor Paul y Alex Zucker: bajo.
- Ruben "Tzocneh" Lezcano: batería.
- Mariano Tito: marimba.
- Pappo: guitarra eléctrica en "Blues del Éxodo".